# Thomas E. J. Wiedemann
Pour les articles homonymes, voir Wiedemann.
Thomas E. J. Wiedemann (1950–2001) est un historien germano-britannique dont les travaux portent essentiellement sur l'Antiquité gréco-romaine.

## Biographie
Né à Karlsruhe, en Allemagne, Thomas E. J. Wiedemann part vivre avec ses parents en Angleterre où son père travaille pour la BBC. Il étudie à la Finchley Catholic High School (en) de Londres puis au Hertford College d'Oxford.
Il est professeur à l'université de Bristol de 1976 à 1995 puis enseigne le latin à l'université de Nottingham de 1995 à 2001.
En 1998, il fonde l'International Centre for the History of Slavery (ICHOS).
Thomas E. J. Wiedemann meurt d'un cancer le 28 juin 2001, à l'âge de 51 ans.

## Publications sélectives
- Greek and Roman Slavery : A Sourcebook, Londres, 1981.  (ISBN 0415029724)
- The Julio-Claudian emperors : AD 14–70, Bristol, 1989.  (ISBN 1853991171)
- Adults and Children in the Roman Empire, Londres, 1989.  (ISBN 0415003369)
- Emperors and Gladiators, Londres – New York, 1992.  (ISBN 041500005X)
- Cicero and the end of the Roman Republic, Londres, 1994.  (ISBN 1853991937)
- The History of the Tyrants of Sicily by "Hugo Falcandus", 1154–69, traduit et annoté par G. A. Loud et Thomas E. J. Wiedemann, Manchester University Press, 1998.  (ISBN 0719054354)